# Мухсени, Манучехр
Манучехр Мухсени (перс. منوچهر محسنی‎; род. 1942) — иранский социолог, специализирующийся на социологии культуры, социологии здоровья и социологии информационного общества; профессор социологии и исследовательской методологии Тегеранского университета.
Окончил Тегеранский университет (магистерский диплом 1967), защитил диссертацию по социологии в Париже, получил дополнительные дипломы в области управления и социологии образования в университетах Чикаго и Северной Каролины. Участвовал в ряде крупных социологических исследований в Иране — в частности, в национальном исследовании по социокультурным взаимоотношениям, проведённом в 1997 г. Министерством культуры Ирана. В мировые сводки новостей попало сообщение о проведённом Мухсени в 2003 г. опросе, согласно которому 53 % иранских девочек предпочли бы быть мальчиками.
Автор многократно переиздававшихся учебников «Основы социологии» (23-е издание в 2008 году), «Общая социология» (22-е издание в 2007 году), «Медицинская социология» (7-е издание в 2006 году). Написал также монографию по этиологии самоубийства (1987), книги по социологии науки и образования и др. Перевёл на фарси ряд значительных трудов по социологии, в том числе «Общество повседневности» (фр. Société de l'Ubiquité) Жана Казнёва и «Социальную демографию» Ролана Пресса.